# Roberto Ibáñez
Roberto Xavier Ibáñez Romero (ur. 15 lutego 1978) – ekwadorski judoka. Olimpijczyk z Pekinu 2008, gdzie zajął 21. miejsce wadze półlekkiej.
Uczestnik mistrzostw świata w 2007 i 2009. Startował w Pucharze Świata w 2008 i 2009. Wicemistrz igrzysk panamerykańskich w 2007; piąty w 2015 i siódmy w 2003. Srebrny medalista mistrzostw panamerykańskich w 2008 i brązowy w 2005. Triumfator igrzysk Ameryki Południowej w 2006. Zdobył dwa medale na mistrzostwach Ameryki Południowej. Drugi na igrzyskach boliwaryjskich w 2005; trzeci w 2009 roku.
Jest bratem Fernando Ibáñeza, judoki, medalisty kontynentalnego.

## Letnie Igrzyska Olimpijskie 2008
| Konkurencja | Eliminacje               | Klas. końcowa |
| Konkurencja | Przeciwnik I             | Miejsce       |
| ----------- | ------------------------ | ------------- |
| 66 kg       | Sasha Mehmedovic (CAN) P | 21.           |